# ノックダウン生産
ノックダウン生産（ノックダウンせいさん）あるいはノックダウン（英語: knock-down kit, KD）とは、自動車生産などで、部品のセットを輸出（逆から見れば輸入）し、組立ては現地において行なう輸出方式。
組み立て終えた完成品を輸出するのではなく、バラバラの部品のセットの状態で輸出しておいて、現地で組立・販売する方式である。

## 語源
ノックダウンとは本来、人を打ち倒したり物を打ち壊したりすることである。そこから、
1. 輸送（主に船便）のために機械や家具を分解すること
2. 機械や家具が容易に分解・組み立てできるようになっていること
3. 部品を輸送し輸送先で組み立てること

と意味が変化した。

## 概要
ノックダウン生産は重工業製品で多く行われている。
その理由はいくつかある。ひとつは、ある国から別の国へ何かを輸出する場合、生産した完成品を海外に輸送するとかさばる形状になってしまい、単位体積あたりに積み込める価値（価格）が低くなる。つまり輸送効率が低くなり輸送コストがかさむ。さらに完成品の形になっていると船舶に積み込む時や輸送中に揺れるなどして傷つく可能性がいくらか高くなり、その結果 売り物にならなくなる率もいくらか大きくなるなど、損失やトラブルの原因となる可能性がいくつもある。それに対してノックダウン方式を採用して部品の形で輸送すれば、単位体積あたりの密度を高めて梱包することができ輸送コストを下げられ、現地で組み立てを行えばその後の輸送距離は短いので完成品を傷つけてしまう可能性が減り、余計な損失やトラブルを防げるというメリットがあるため。
他にも、以下のような理由でも行われる。
1. 多くの政府が、自国の産業や雇用を保護・育成するために、完成品の形で輸入される製品に対してあえて関税を高く設定することで、完成品が輸入されてしまう事態を抑制し、自国内に組み立て工場が設立され自国民が雇用されるように誘導する、という政策を採用しているため。
2. 一般論として、設計・部品製造・組み立てという工程の中では、組み立てが比較的容易な傾向があり、発展途上国であっても組み立てを実現することは比較的容易なので、製造・販売を行う会社の側から見ても、最終組み立て工程だけでも人件費（給料）の安い発展途上国で行うと、製品のトータルの製造コストを圧縮することができるため。
3. 組立国で調達困難な高度な技術の部品を多く必要としている場合。

ノックダウン方式は、輸出国側から見ると、組立てを現地の安い労働力に頼ることで製造コストを大幅に削減できており、現地国（輸入国）側から見ても産業復興、雇用拡大、基本的な技術の習得につながるので、双方に利益があり、いわゆるWin-Winの関係が成立し、双方から評価される。
なお、自国の技術の流出の防止といった観点からは、設計～部品生産～組み立てと、いずれの工程も国外に一切出さない方式が一番安全なのだが、上述のように他国により高関税政策が採られた場合そうも行かないわけであり、その場合でもノックダウン方式でとどめておけば、個々の部品の製造技術や設計技術などまで流出してしまうのは防ぐことができる（とは言え、リバースエンジニアリングが行われる可能性はやや高くなる。またコピー商品が出現する可能性も高くなる）。
他社の技術を学びとったり盗みとったりしようとする側の立場からみると、ノックダウン方式の組み立てを行っても、生産技術は学べるが製品を構成する個々の部品に関する設計製造の技術はほぼ得られない。そこがライセンス生産とは異なる。
なお、国内工場での生産によるコスト高を回避するなどの目的から現地組立後、現地での販売はせずに元企業が組立分を再び買い取る「バイバック」とよばれる組立工場の国外拠点化も近年ノックダウン生産と称されることがある。
ノックダウン方式は特に自動車産業において盛んである。また鉄道車両の生産に使われる場合もある。航空機生産でも行われ、特にライセンス生産直前の段階で行われる。

## 自動車におけるノックダウン生産
ノックダウン生産の形態は、
1. 全ての部品を輸送し、現地では組立のみを行う場合
2. 主要部品のみを輸送し、その他は現地で調達する場合

に大別される。自動車産業など、ある国が国策で外国資本による工場を誘致している場合は、当該政府が現地調達率に関する数値目標を設定することが多い。目標数値をクリアするしないで現地で販売するときの税金の設定額が変わってくるため、メーカーは数値目標を達成すべく積極的な現地調達を行うよう誘導される。但し、多くの場合は各自動車メーカーの関連部品会社も進出することで現地調達率を確保することが多く、現地資本の企業の部品が積極的に用いられることは少ない（が、それでもその部品会社も現地で現地の人々を雇用するので、現地の政府から見ると自国民の雇用が生まれるという効果はあり、政治的には正しい判断となる）。
現地調達される場合は板金部品から積極的に適用されることが多い。これは自動車における重量で大きな割合を占めること、現地に金型とプレス機械を設置して日本から現場指導員を派遣することで生産可能と判断されるためである。逆にエレクトロニクス部品や高精度な組立を要求するエンジン本体は現地調達されにくい。
部品の現地調達率以外での分類では、組立作業をどの程度のレベルまで現地で行うかによって、次の2つに大別される。
1. CKD（コンプリート・ノックダウン、Complete Knock Down） - 車の主要な構成部品を1から組み立てるだけでなく、ボディの塗装やシャーシの溶接など、部品製造以外の複雑な工程をすべて現地で行わせるもの。現地生産工場や人員にある程度以上の技術力が要求される。
2. SKD（セミ・ノックダウン、Semi Knock Down） - エンジン、足回り、駆動系統など比較的大きな構成部品があらかじめ組立て済み、シャーシやボディなども塗装や溶接済みの状態で輸入され、現地では主要構成部品をボディやシャーシに組み付ける、比較的簡素な組立て作業のみを行うもの。現地生産工場や人員の技術力が発展途上の場合に、このような形態のノックダウン生産が選択される。

この2つのノックダウン生産に対比させる言葉として、CBU（コンプリート・ビルドアップ、Complete Build Up）という言葉が存在する。いわゆる完成車の輸入で、現地での組み立て作業を一切行わずに販売店へと届けられる形態である。

### 日本におけるノックダウン

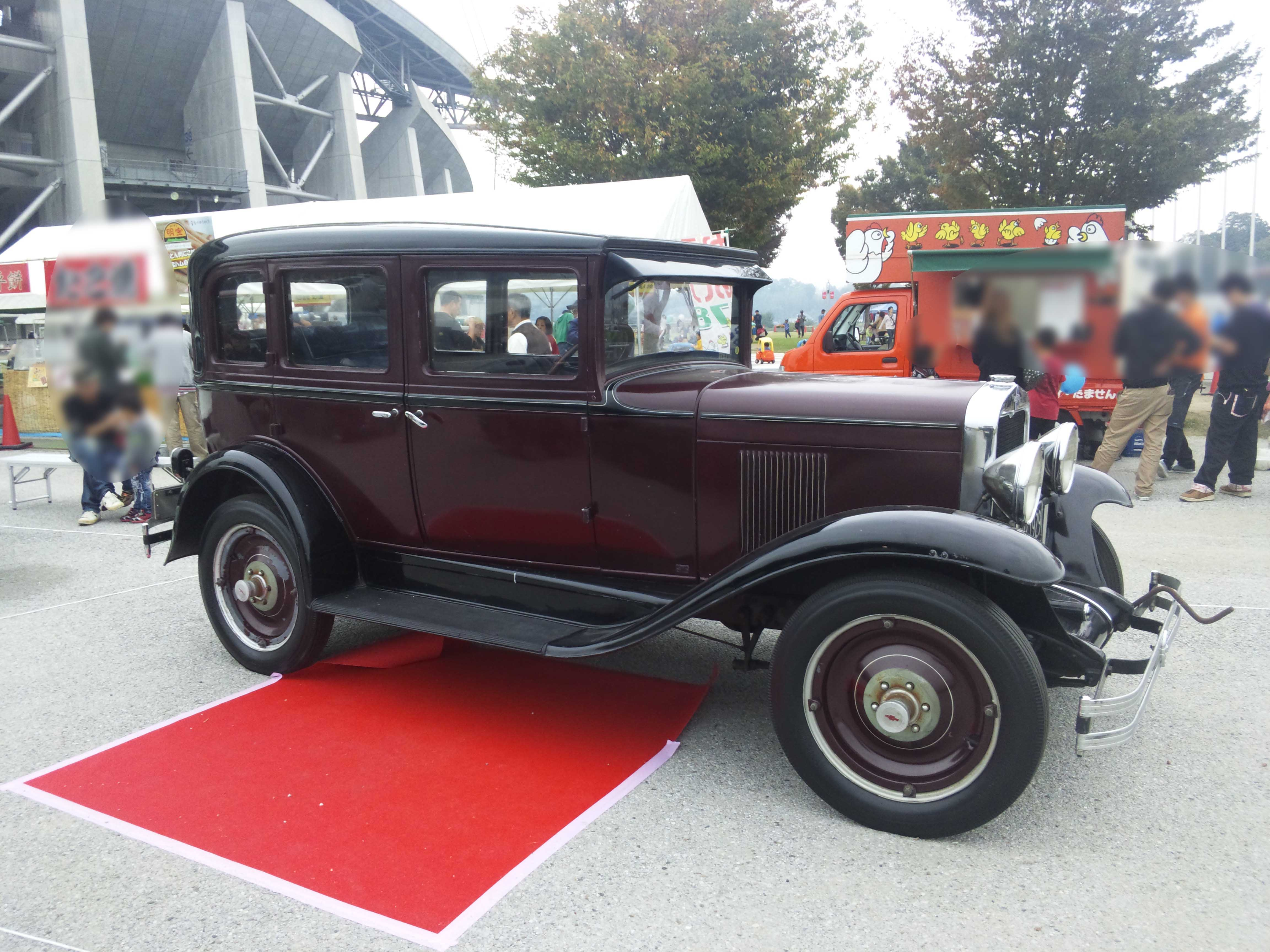
1929年型シボレー大阪工場生産車

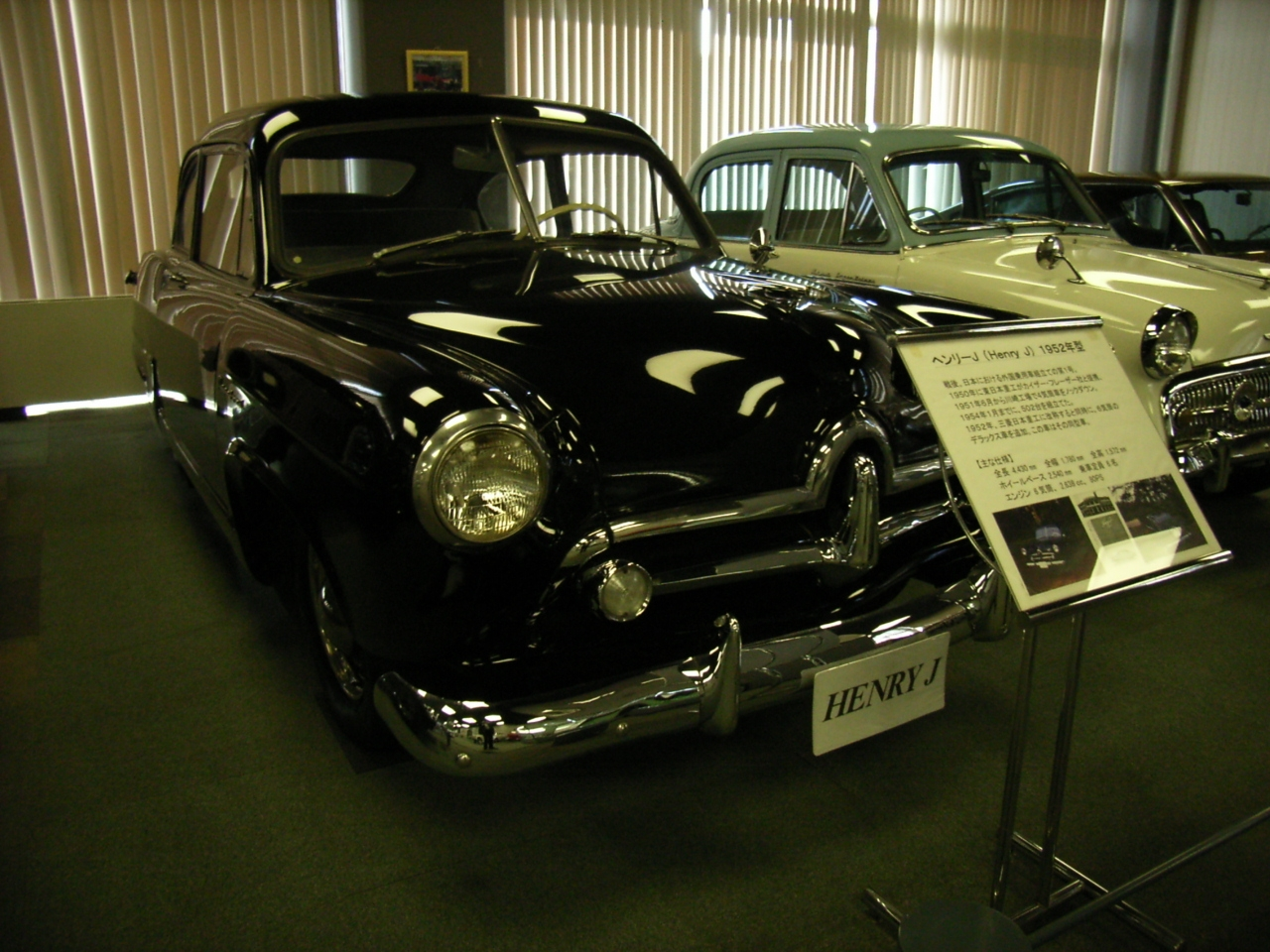
三菱・カイザーヘンリーＪ

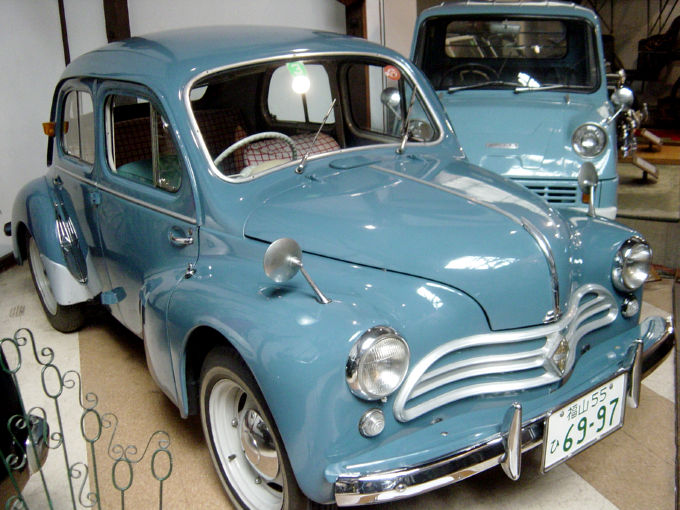
日野ルノー4CV

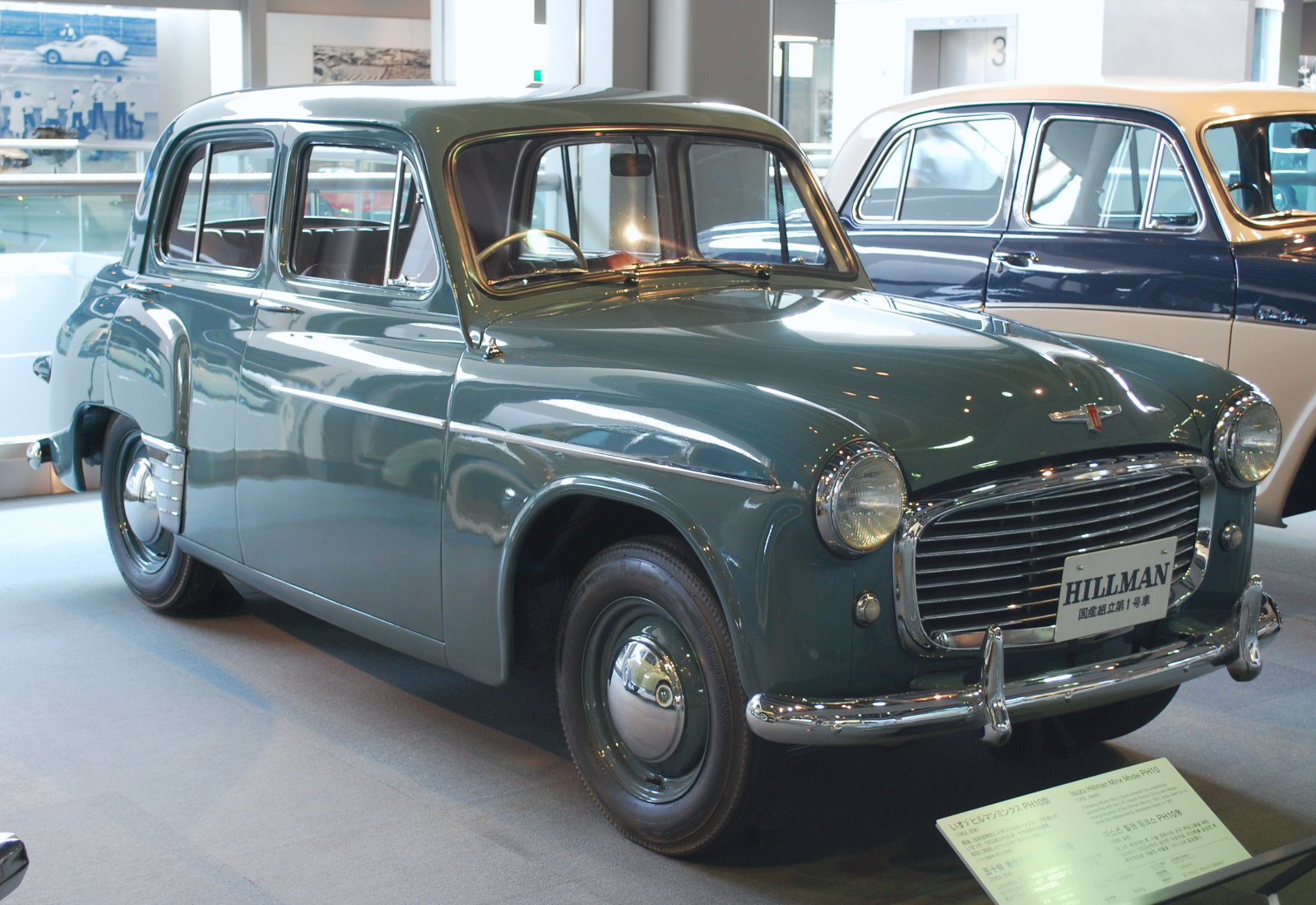
いすゞ・ヒルマンミンクス

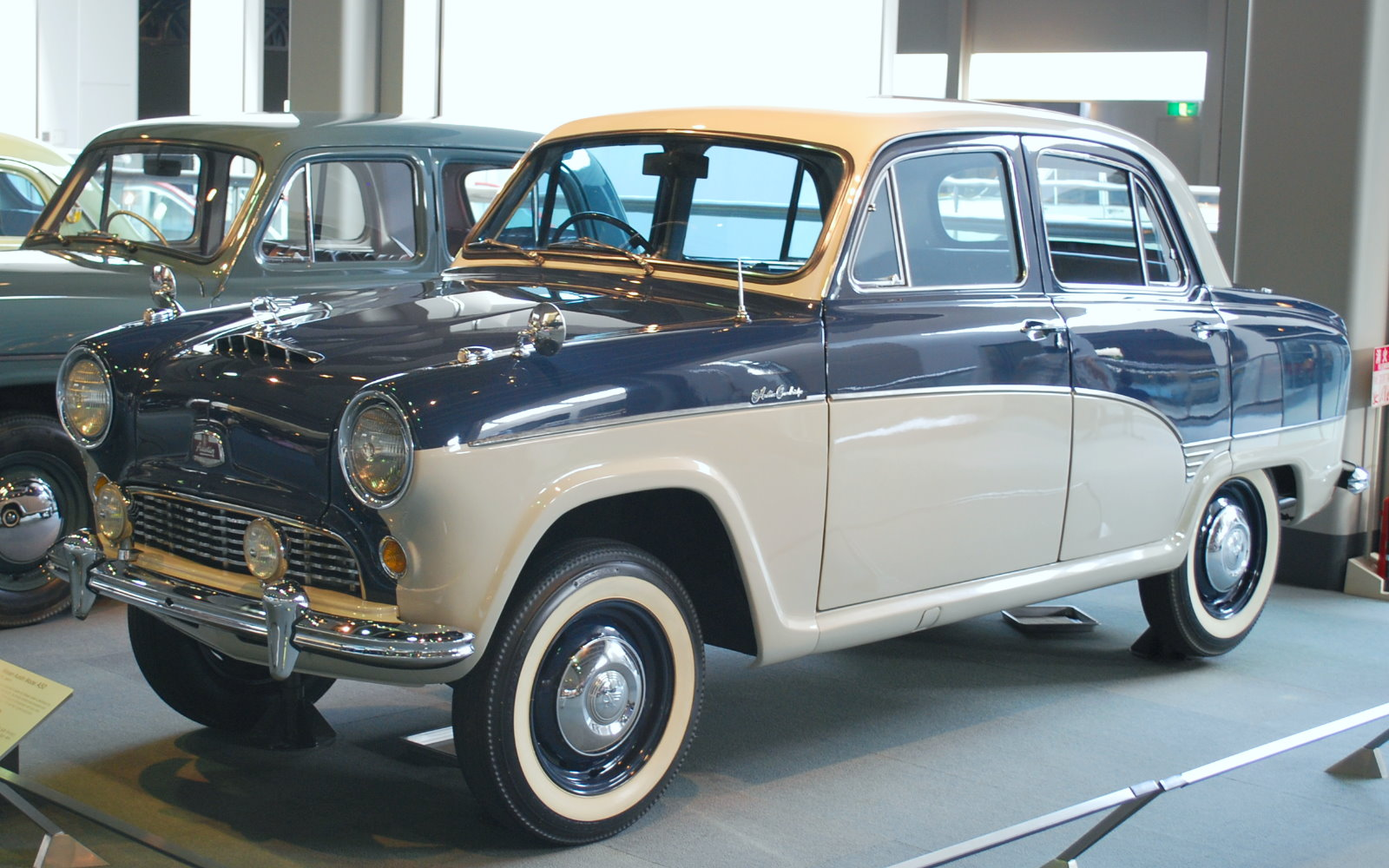
日産・オースチンA50ケンブリッジ

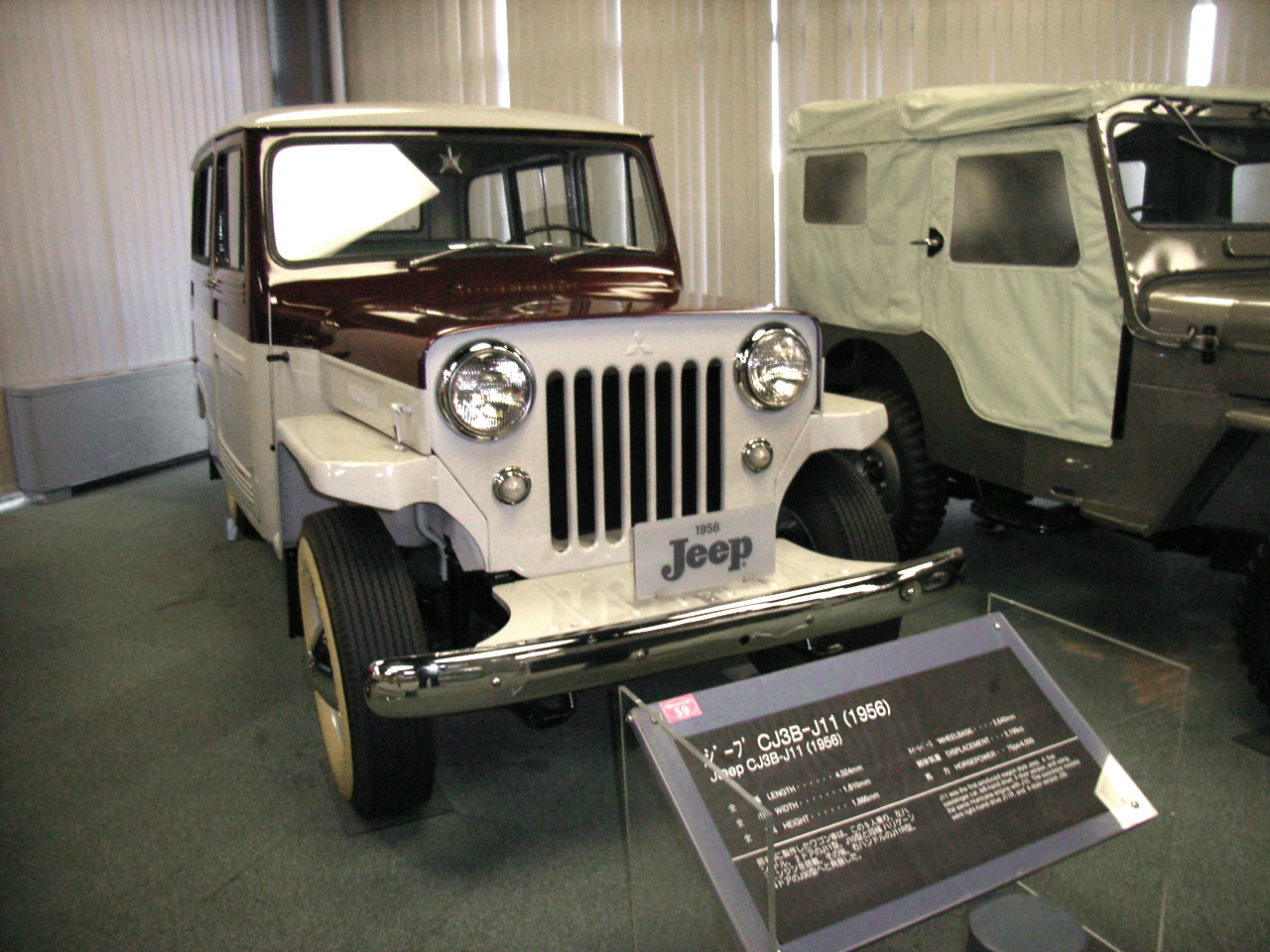
三菱・ジープCJ3B-J11

日本でも自動車産業の黎明期に、欧米メーカーがノックダウン生産を行なっていた。戦前は米国のフォードおよびGMが自己資本で生産拠点を設立した。具体的には、1925年から日本フォード、1927年から日本GMが太平洋戦争勃発時まで操業し、CKD（コンプリート・ノックダウン生産）をおこなった。両社は日本だけでなく中国などのアジア市場を視野に入れて設立されたものだった。米国系では他にクライスラーが、安全自動車ら当時の日系輸入代理店数社が出資する合弁企業とする形で、1930年に共立自動車製作所を設立してCKD生産を行っているが、日本フォード、日本GM、共立自動車のいずれも日中戦争激化と欧州での第二次世界大戦勃発などに伴う日本政府からの生産縮小圧力（自動車製造事業法）により生産台数を減少させていき、最終的には日中戦争の勃発・拡大により止めを刺される形で1939年から1941年までの間に日本から撤退を余儀なくされている。日本政府は日本フォードや日本GMの工場を接収したが、その製造ノウハウまで吸収する事は叶わず、日本陸軍と日本海軍間の資材や製造工場などの工業リソースの激しい奪い合いも災いし、軍用トラックや戦車などの製造能力の拡大には繋がらなかった。トヨタ自動車や日産自動車も日本GMや日本フォードの技術者の引き抜きや製造課程の見学などを行ったが、年間生産台数では日本GM、日本フォードの規模に比肩することなく、日本の敗戦と旧日本軍の解体により戦前の国産自動車産業は一旦死滅に近い状態に追い込まれる事になる。
戦後になると、戦後日本の産業復興のためには自動車産業の強化が必須であるとした当時の通産省の指導の下、日本の自動車メーカーの成長のために様々な保護貿易的政策が取られた。連合国軍最高司令官総司令部も連合国軍占領下の日本をアジアにおける反共の防壁とする為に通産省の政策を後押しした。具体的には1948年に日本の自動車産業の戦争責任を免責し、復興金融金庫法でも融資の第一号は自動車産業に振り向けられた他、戦前に日本政府により接収され、敗戦と共にGHQに移管された日本フォードや日本GMの敷地をなかなかフォード・GM両社に返還せず、両社の日本再進出を事実上拒否するに等しい姿勢を見せたのである。結局、日本フォードの敷地が返還されたのは1950年代の後半までずれ込み、両社の日本再進出は完成車 (CBU = Complete Build-up) 販売という形でしか実現しなかった。
通産省は様々な政策により日本の自動車産業の再興を図ったが、戦後混乱期の深刻な食糧不足と貧困なども影響し、国産自動車の研究開発はなかなか進まなかった。1940年代後半、国内各社は復員してきた工員や若手の技術者が力を結集させ、トヨペット・SA型小型乗用車やダットサン・DA型小型乗用車、ダットサン・DS型小型乗用車、オオタ・PA型小型乗用車のような先駆的な小型乗用車を世に送り出したが、肝心の日本国民側にオーナーカーとして乗用車を持つ余力は全くなく、庶民の足はどんなに良くても陸王やメグロなどのオートバイ止まりでほとんどは月賦で買った自転車が精々という状況で、事業者の需要も殆どはオートバイから発展したオート三輪に集中しており、乗用自動車の需要は戦前同様にタクシーやハイヤー事業者に細々とあるのみであり、いずれの車種も販売面では振るわず短命に終わっている。車を作っても買う顧客が満足におらず、新設計の性能を試すに足るまともな道路も無い状況では、いくら技術者に気概があっても大量生産体制の確立や開発の技術蓄積、信頼性の向上もままならない状況であった。
日本政府の戦後復興の姿勢自体も一枚岩ではなく、鉄道省（運輸通信省）を引き継ぐ形で発足した運輸省及びその傘下の日本国有鉄道は、戦時中連合軍の空襲から免れた事も幸いして敗戦の日まで辛うじて国内の流通網を維持しきった自負や、軍国主義復活阻止の観点から、戦前の軍部の強い保護を受けて発展し、敗戦により旧日本軍と共に一度死滅した日本の自動車産業の再興には強い反対の姿勢を見せ、日本国内の自動車需要は輸入関税の引き下げを伴う輸入車両の拡販で賄うのが望ましいとの立場に立ち、通産省の国内自動車産業育成の路線と激しく対立した。インフラ投資の面でも高速道路網の整備を主張する建設省と、既存の鉄道網の拡大発展を主張する運輸省の間で厳しい予算の取り合いが行われる状況であり、1950年代後半に建設省がワトキンス・レポートをバネに東名高速道路の建設に着手するまでは、鉄道網整備が予算上でも優勢な状況であった。このような背景の中、当面の期間欧米メーカーの比較的信頼性が高い事が欧米市場で実証済みの普及車種を国内各社にノックダウン生産させ、その製造ノウハウを国内メーカーに再び吸収させる事により、運輸省を始めとする鉄道推進派の糾弾の矛先を逸らす方策が採られたのである。
こうして、1950年代初頭には日本において多数のノックダウン生産が開始された。具体的には、1951年に東日本重工業（のち三菱日本重工業）が米国・カイザー=フレーザー社のカイザー・ヘンリーJを生産開始した。1953年には複数の企業がノックダウン生産を開始した。いすゞ自動車が英国・ルーツ自動車のヒルマン・ミンクスを生産し、日野自動車がフランス・ルノーのルノー・4CVを生産し、日産自動車が英国・オースチン自動車のオースチンA40を生産し、さらに、三菱自動車工業が中日本重工業、新三菱重工業の時期にカイザー=フレーザーの子会社となっていたウィリス＝オーバーランド社のジープのノックダウン生産を開始している。オースチンとジープは後にライセンス生産に切替えられ、とくにオースチンはA40からA50になった時点で部品を含めすべて国内生産され「完全国産化」と賞賛された。カイザー・ヘンリーJ、ヒルマン・ミンクス、ルノー・4CV、オースチンA40、A50はそれぞれ本国の会社では「最低価格帯におけるエントリー車」と位置づけられたものだったが、日本ではいずれも最高級車であった。このことからも当時の日本の乗用車産業のおかれた状況を推し量ることができる。
だが、その状態は長くは続かなかった。1955年に完全国内設計の初代トヨペット・クラウンが、1958年にはスバル360が発売される。特にスバル360は技術面において米国のものを参考にしつつも、部品のほとんどが国内で設計されたものとなった。スバル360の成功は他社にも自社設計車に乗り出す契機となり、またクラウンは国産車の品質が高級車として通用するものであることを証明した。この為1960年代に入るとノックダウン生産車は一気に姿を消し始めた。これに、1973年から始まった自動車排出ガス規制が加わり、後のアライアンス体制が波及するまでの間、三菱ジープを除いてノックダウン生産車・ライセンス生産車は日本市場から姿を消した。
なお、日産自動車が80年代に生産したフォルクスワーゲン・サンタナは日産自動車の社長であった石原俊がフォルクスワーゲンとの提携の為に行ったものでかつてのノックダウン生産の意図とは異なっている。
日本の自動車産業は成長するにつれ世界中に部品を輸出する側に回ることになった。日本車のノックダウン生産は現在発展途上国を中心に世界中でおこなわれている。

### 日本メーカーのノックダウン生産一覧
- 1951年　東日本重工業　カイザー・ヘンリーJ
- 1953年　いすゞ自動車　ヒルマン・ミンクス
- 1953年　日野自動車　ルノー・4CV
- 1953年　日産自動車　オースチン・A40、A50
- 1953年　中日本重工業　ジープ CJ-3A、CJ-3B
- 1974年　ダイハツ工業　ソレックス5000
- 1984年　日産自動車　フォルクスワーゲン・サンタナ

## 航空機におけるノックダウン生産
航空機産業の場合はライセンス生産を前提として行われることがしばしばあり、日本ではF-15 イーグルやP-3C オライオン、P-2V7 ネプチューン等においてライセンス生産の前段階で行われた。

## 鉄道車両におけるノックダウン生産
日本においては国鉄分割民営化後、JR九州を皮切りに社内技術力の向上を目的として、メーカー発注分以外に自社工場でのノックダウン生産が行われるようになった。具体的には、JR九州783系電車（小倉工場にて実施）、JR東日本205系電車などがある。
近年の例では、車体を車両メーカーで製造し、完成した構体をいったん別の車両メーカー及び納入先の工場まで運んで、艤装を行って完成させる。
過去の例としては、西鉄2000形電車の一部編成（川崎重工業製扱いだが製造全般を武庫川車両工業で実施）JR北海道キハ261系気動車（車体の製造を川崎重工業、艤装を苗穂工場または新潟トランシスで実施）、JR西日本207系電車の一部編成（車体製造を川崎重工業、艤装を後藤工業（現：JR西日本後藤テックが実施）、JR西日本223系2000番代V26編成（車体製造を近畿車輛、1両の艤装を鷹取工場で、残り3両の艤装を吹田工場で実施、吹田工場の3両中2台は子会社のJR西日本テクノスに委託）、JR西日本（元北越急行）683系8000番台電車（車体製造を川崎重工業、艤装を新潟トランシスで実施）、阪急9000系電車の一部編成と同9300系電車の9308F（車体製造を日立製作所笠戸事業所、艤装をアルナ車両が実施）、阪神5550系電車（車体製造をアルナ車両、艤装を阪神車両メンテナンスが実施）、一畑電車7000系電車（車体製造を近畿車輛、艤装を後藤工業が実施）などがある。また、電装品では名鉄2代目3500系電車・3代目3700系電車（東洋電機製造が開発したVVVFインバータ装置を東芝や三菱電機でライセンス生産）の事例がある。
中国高速鉄道CRH2型電車の例では、端緒となる3編成は川崎重工業車両カンパニー製の完成車、次の6編成が中国側のノックダウン、その後は一部の高度な部品を除き、中国側のライセンス製造となっている。
イギリス都市間高速鉄道計画におけるクラス800は、最初の12編成が日立製作所笠戸事業所での完成車だが、次の110編成は日立製作所ニュートン・エイクリフ工場で艤装を実施している。
完成車や部品の調達に入札制度が用いられている公営交通事業者が所有する車両の場合は、車体や電装品などを最初に契約したメーカーの仕様に基づき、他社にてライセンス生産（OEM生産）を行うケースがある。制御装置での例としては、大阪市交通局新20系電車と同66系電車（日立製作所が開発したVVVFインバータ装置を東芝や三菱電機でライセンス生産）、東京都交通局5300形電車と同6300形電車（三菱電機が開発したVVVFインバータ装置を東芝や日立製作所、東洋電機製造でライセンス生産している事例がある。また、車体の例としては、東京都交通局6300形電車が川崎重工製車体の一部を近畿車輛で製造した事例がある。

## 兵器におけるノックダウン生産
アメリカやソ連の兵器が世界中に出回るようになった冷戦期には、兵器にもノックダウン生産が取り入れられた例がある。大抵は技術力に勝る米ソ両国が同盟国に兵器を供給する際に用いる手段としてなされた。
中国人民解放軍の59式戦車はソ連製の戦車が中華人民共和国でノックダウン生産された例である。装甲などの技術を要さない部品が中国の技術発展に伴ってノックダウン生産からライセンス生産に切り替えられていく一方、光学機器などの高度な部品は中ソ対立でそれが不可能になるに至るまでの間ノックダウンによって賄われた。また、同戦車は以後の中国製戦車のノウハウとしての基礎にもなっている。